# Virgen de la Soledad (Patrona de Badajoz)

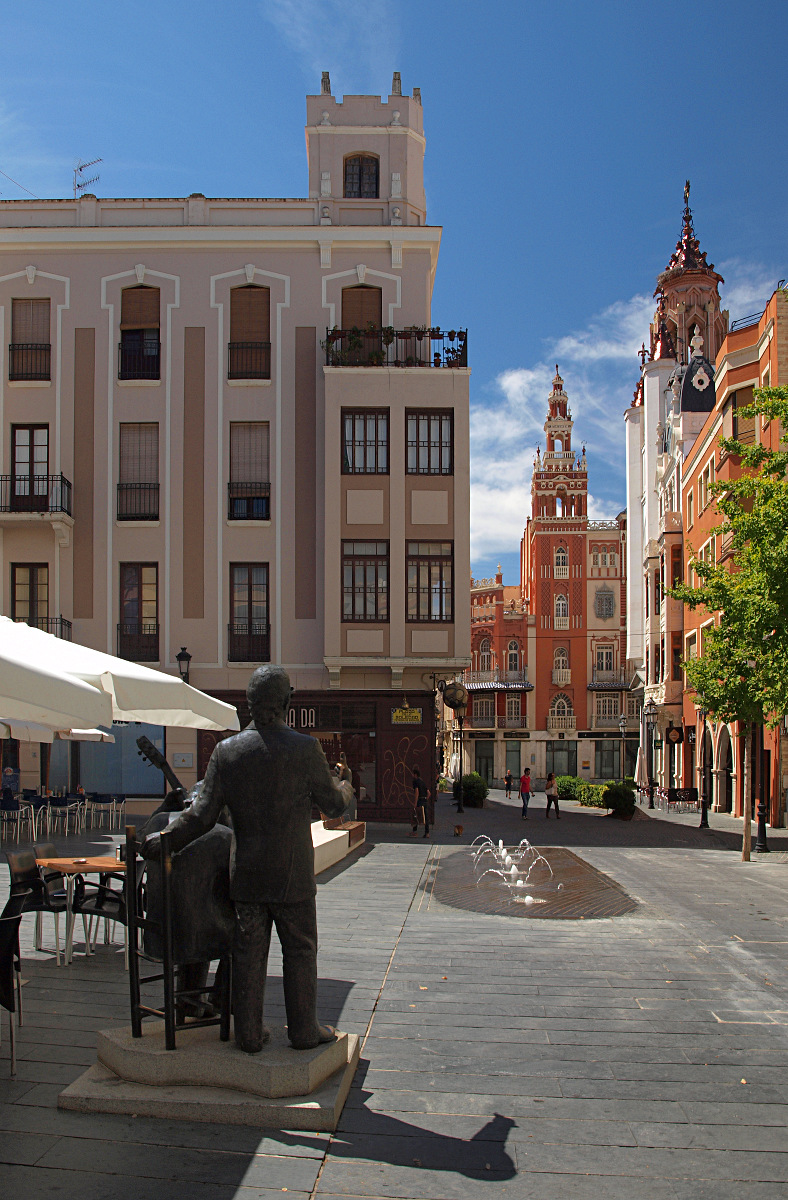
Plaza de la Soledad, junto a la Ermita de la Virgen de la Soledad (Badajoz). En la izquierda la estatua de Porrina de Badajoz.

La Virgen de la Soledad de Badajoz, Ntra. Sra. de la Soledad Coronada, es una imagen de la advocación mariana de Nuestra Señora de la Soledad que se venera en la Ermita de la  Soledad de la ciudad de Badajoz (España), siendo la patrona de dicha ciudad. Pertenece a la Archidiócesis de Mérida-Badajoz.

## Historia
La aparición de la Soledad no sigue el esquema clásico pastoril. No sucede aquí como en muchos lugares, en donde la leyenda y la tradición se entremezclan. Fervientes católicos que se hallaban en Badajoz, como D. Francisco Tutavila y de Tufo, quien propuso el culto de la Virgen. En 1660, el capitán general de la plaza militar y Duque de San Germán, reunió en su palacio a algunos caballeros, militares y políticos, quienes deciden encargar una imagen de la Soledad a Barcelona. No encontrando el imaginero deseado, a instancia del promotor lo encuentran en Nápoles, construyendo su propia ermita.
Finalmente, la imagen llega a Badajoz en 1661 y se deposita en el Convento de San Onofre durante la construcción de la ermita que costeó el propio Duque de San Germán. La imagen de Nuestra Señora quedó colocada en su ermita el 1 de abril de 1664, tras la bendición del Obispo.
En el siglo XVII se convierte en centro mariano de gran devoción en Badajoz, a pesar de las continuas guerras fronterizas con Portugal. Ntra. Sra. De Bótoa y Ntra. Sra. De las Virtudes y Buen Suceso, que se habían incorporado recientemente a la devoción popular pacense, declinan el patronazgo sobre la ciudad en favor de Ntra. Sra. de la Soledad.
El 8 de junio de 2013 se celebró el acto de coronación de la diadema en la Catedral de Badajoz, la más alta distinción que una advocación de la Santísima Virgen puede alcanzar. Coronada como Reina por la devoción, el cariño y la entrega de cientos de miles de fieles, no solamente de Badajoz y sus alrededores, también de muchos puntos de España e incluso del extranjero.
En la ermita se han celebrado como fiestas propias de los cofrades las siguientes: La Fiesta anual de la Soledad, precedida por la novena a fin del mes de septiembre, con sermón y misa cantada por el capellán y música de la catedral de la ciudad. Uno de los eventos más significativos es el traslado de la Virgen en procesión desde su ermita a la Catedral de Badajoz. El Jueves Santo, con la salida de la Virgen de la Soledad Coronada, Patrona de Badajoz, tiene lugar el solemene momento religioso a su paso por la Plaza de la Soledad.

## Cofradía de la Virgen de la Soledad
La Hermandad de Nuestra Señora de la Soledad data del 1664. El Prelado D. Fray Jerónimo de Valderas, Obispo de esta Diócesis, colocó la imagen de la Virgen en su primitiva casa – en cuyo emplazamiento actual se levanta el edificio de la Giralda –.

### Vídeos
- Virgen de la Soledad pasando por la Puerta de Palmas. Badajoz, 2012
- Cofradía de la Virgen de la Soledad de Badajoz. Jueves Santo, 2012)
- Procesión de Nuestra Señora de la Soledad. Jueves Santo 2014 en Badajoz
- Jueves Santo La Soledad en la Semana Santa de Badajoz, 2016
- Coronación Virgen de la Soledad de Badajoz

- Datos: Q48782334